# الإدارة العامة للإقامة وشؤون الأجانب (أبو ظبي)
الإدارة العامة للإقامة وشؤون الأجانب التابعة لوزارة الداخلية تقدم الخدمات المتعلقة بالأمن وإجراءات الجنسية والإقامة وجوازات السفر في إمارة أبوظبي.
ومن أجل تحقيق هذه الأهداف تقوم الإدارة بما يأتي:
- إصدار جوازات السفر للمواطنين.
- إصدار أذونات الدخول وتبعاتها.
- إصدار الإقامات وتبعاتها.
- إجراءات الدخول والخروج.
- المتابعة والتحقيق.
- ضبط المخالفين.
- المشاركة في جميع المجالات الأمنية والإدارية والتقنية بالإمارة.

## وصلات خارجية
الموقع الرسمي لإدارة الجنسية والإقامة